# Uíge (prowincja)
Uíge – jedna z 18 prowincji Angoli, znajdująca się w północnej części kraju. Stolica prowincji również nazywa się Uíge. Od północy i od wschodu graniczy z Demokratyczną Republiką Konga, od południa z prowincjami Malanje, Kwanza Północna i Bengo, a na zachodzie z prowincją Zair. Zamieszkana jest głównie przez lud Bakongo.
W 2004 roku w prowincji miał miejsce największy w historii wybuch epidemii choroby marburskiej, blisko spokrewnionej z wirusem Ebola. Wówczas choroba zabiła ponad 200 osób.

## Klimat
Prowincja Uíge charakteryzuje się tropikalnym, wilgotnym i suchym klimatem, z porą deszczową i suchą. W porze deszczowej, która trwa 7 lub 8 miesięcy, od października do maja, średnia temperatura wynosi 23 °C.

## Gospodarka
Uíge z Kwanzą Południową są największymi plantatorami kawy w Angoli (77% krajowej produkcji w 2014 roku). Uprawia się tutaj także: maniok, olejowiec gwinejski, orzeszki ziemne, bataty, fasolę, kakao, sizal i inne na mniejszą skalę.

## Podział administracyjny
W skład prowincji wchodzi 16 hrabstw:
| - Alto Cauale - Ambuíla - Bembé - Buengas - Bungo - Damba - Maquela do Zombo - Milunga - Mucaba - Negage - Puri - Quimbele - Quitexe - Sanza Pombo - Songo - Uíge |